# جان کلایو وارد
 جان کلایو وارد (انگلیسی: John Clive Ward؛ زاده ۱ اوت ۱۹۲۴ درگذشته ۶ مهٔ ۲۰۰۰) یک فیزیکدان در زمینه فیزیک ذرات اهل انگلستان بود.

## جوایز
وی همچنین برنده جوایزی همچون جایزه دنی هینمن در فیزیک ریاضی شده است.